# Adam Rybicki
Adam Rybicki (ur. 1967) – polski duchowny rzymskokatolicki, profesor nauk teologicznych, nauczyciel akademicki w Instytucie Teologii Duchowości Wydziału Teologii Katolickiego Uniwersytetu Lubelskiego Jana Pawła II.

## Życiorys
25 czerwca 2001 obronił pracę doktorską pt. Doskonałość chrześcijańska w życiu, działalności i myśli biskupa Czesława Domina, otrzymując doktorat, a 20 października 2009 habilitował się na podstawie dorobku naukowego i pracy zatytułowanej Compassio Mariae w chrześcijańskim życiu duchowym. Studium na przykładzie średniowiecznej polskiej literatury i sztuki religijnej. Został zatrudniony na stanowisku adiunkta w Instytucie Teologii Duchowości na Katolickim Uniwersytecie Lubelskim.
Jest członkiem Komisji Teologii w Polskiej Akademii Nauk. Postanowieniem Prezydenta RP z 5 września 2022 otrzymał tytuł profesora nauk teologicznych w dyscyplinie nauki teologiczne.
Był dyrektorem Instytutu Teologii Duchowości na Wydziale Teologii Katolickiego Uniwersytetu Lubelskiego Jana Pawła II oraz skarbnikiem Polskiego Stowarzyszenia Teologów Duchowości.